# 라이코펜
라이코펜(영어: lycopene) 또는 리코펜은 밝은 적색을 띠는 카로티노이드의 색소로, 토마토와 수박, 당근, 파파야 등 빨간 식물에 들어 있는 피토케미컬이다. 참고로, 딸기와 체리에는 없다. 라이코펜은 로망스어 라이코페르시쿰(lycopersicum)에서 유래되었다. 카로틴과 이성질체 관계에 있다. 라이코펜은 사람의 몸에서 가장 흔한 카로티노이드이며 가장 효능이 좋은 카로티노이드 항산화물질 가운데 하나이다. 라이코펜은 토마토의 생물 분류에서 가지속(―屬)의 토마토 종(―種)인 Solanum lycopersicum (주로 Lycopersicon esculentum)을 어원으로 한다.

## 같이 보기
- 토코페롤
- 토마틴